# Stictolecanium entrerriantum
Stictolecanium entrerriantum är en insektsart som beskrevs av Granara de Willink 1999. Stictolecanium entrerriantum ingår i släktet Stictolecanium och familjen skålsköldlöss. Inga underarter finns listade i Catalogue of Life.